# Sieben Fragen des Lieferanten
Die Sieben Fragen des Lieferanten sind ein QM-Werkzeug, das benutzt werden kann, um sich in die Kundensicht zu versetzen und Prozesse (kundenfreundlicher) zu gestalten. Sie lauten:
1. Wer ist mein Kunde? (intern oder extern)
2. Was benötigt mein Kunde von mir? (Material, Produkte, Dienstleistungen, Informationen?)
3. Welche Erwartungen hat mein Kunde?
4. Was biete ich ihm jetzt?
5. Wo erfülle ich seine Erwartungen nicht?
6. Was kann ich tun, um seine Erwartungen zu erfüllen?
7. Welche Tätigkeiten oder Abläufe muss ich ändern? (Oder: was tue ich, um seine Erwartungen zu erfüllen?)